# Pistacia chinensis
Pistacia chinensis är en sumakväxtart som beskrevs av Aleksandr Andrejevitj Bunge. Pistacia chinensis ingår i släktet Pistacia och familjen sumakväxter. Utöver nominatformen finns också underarten P. c. chinensis.